# 葛维宝
葛维宝（英語：Paul D. Gewirtz；1947年5月12日—）是耶鲁法学院波特·斯图尔特宪法学教席教授，耶鲁大学中国法律中心主任。葛维宝是他起的中文名字。

## 经历
葛维宝1967年毕业于哥伦比亚大学，获学士学位，1970年毕业于耶鲁法学院，获得法律博士（JD）学位。他毕业后担任过美国最高法院大法官瑟古德·马歇尔的律政書記，1976年起，在耶鲁法学院任教。
在比尔·克林顿总统执政时期，葛维宝曾在1997年到1998年出任中美元首法治计划的美方特别代表，负责推动中美两国在法律领域内的合作。
1996年起，葛维宝在耶鲁大学每年举办“全球宪政研讨会”，邀请世界各国最高法院大法官出席。1999年，他创建了耶鲁大学中国法律中心。